# Lexikon der Juden in der Musik
El Lexikon der Juden in der Musik (Lèxic dels jueus en la música) és una obra antisemita pseudocientífica encarregada pel partit nazi i realitzada pels musicòlegs i nazis prominents Herbert Gerigk i Theophil Stengel, publicada per primera vegada el 1940 per l'editorial Bernhard Hahnefeld de Berlín. Aquest llibre va servir durant anys, primer per marginar i aviat per eliminar i assassinar els artistes jueus que no van poder fugir, sobretot els artistes amb poca fama internacional que el règim no deixava anar.
Fa l'inventari dels músics, compositors, musicòlegs, llibretistes, editors, directors d'orquestra… qui segons les Lleis de Nuremberg (1933) s'havien de considerar jueus o semi-jueus. Conté igualment una llista negra d'obres musicals «jueves», l'execució de les quals era prohibida al Tercer Reich i les zones ocupades. Segons els autors, aquest estudi «científic» havia d'ajudar a «netejar quan més aviat millor la nostra cultura de les restes [de cultura jueva] mantingudes per descuit».
Era el segon volum de la col·lecció «Publicacions de l'Institut de Recerca del NSDAP sobre la qüestió jueva». Gerigk tenia un equip de «cercadors» a la seva disposició dins dels serveis del reichsleiter Alfred Rosenberg (1893-1946) per actualitzar el seu lèxic, un veritable best-seller que en la seva cinquena i darrera edició del 1943 ja tenia 404 pàgines. A més de les recerques oficials, es va profitar delators a tot Europa per completar aquesta llista negra. Un projecte similar de lèxic dels jueus en la literatura pel mateix «Institut de Recerca del NSDAP» mai no va sortir.
Després de la guerra, el llibre va ser prohibit a la zona d'ocupació russa, la futura República Democràtica Alemanya. Malgrat el fet que havia contribuït a malmenar la carrera i la vida de centenars de músics, el musicòleg Gerigk no va ser desnazificat i sense complicacions va poder continuar exercint la professió de crític musical al diari Ruhr Nachrichten a Dortmund i va publicar entre d'altres un lèxic de la terminologia musical publicat per la mateixa editorial Hahnefeld.